# Sneis, Viðoy
Sneis är ett berg i Färöarna (Kungariket Danmark).   Det ligger i sýslan Norðoyar, i den nordöstra delen av landet, 30 km nordost om huvudstaden Tórshavn. Toppen på Sneis är 634 meter över havet. Sneis ligger på ön Viðoy.
Terrängen runt Sneis är kuperad. Havet är nära Sneis åt nordost.  Närmaste större samhälle är Klaksvík, 9,7 km sydväst om Sneis. Trakten runt Sneis består i huvudsak av gräsmarker.